# Kobbeln
Kobbeln (niedersorbisch Kobołnja) ist ein Ortsteil der Gemeinde Neuzelle und befindet sich etwa acht Kilometer südwestlich von Eisenhüttenstadt im Land Brandenburg. Das Angerdorf liegt an der L43 zwischen Groß Muckrow im Westen und Möbiskruge im Osten.

## Namensdeutung
Im Jahre 1445 Cabelow, wird die Kobil am 1. Dezember 1450 urkundlich gemeinsam mit Trappeln (Treppeln) und Ostendorf (Ossendorf) erwähnt. Dann 1517 Kobelaw und 1559 findet sich Kobel, 1700 Cobbeln, was sich als Kobbeln einbürgert. Ob der Ortsname sich von dem Altsorbischen Kobyla = Stute ableitet, gilt als unsicher, da sich im Niedersorbischen der Begriff kobjela (Kober, Bügelkorb) findet. Er bezieht sich auf eine korbartige Vertiefung im Gelände. Man neigt dazu, sich dieser Annahme anzuschließen, da sich verschiedene Flurnamen finden, wie Kobbelk Lauch, ein Waldsumpf, und östlich davon ein Ackerstück, die Kobbelsken oder der Kobbelgrund, ein langgestrecktes Grenztal Richtung Möbiskruge, alles Geländevertiefungen.

## Geschichte
Bereits in der Jungsteinzeit war die Wuaske, ein nordöstlich den Ort angrenzendes hügeliges Wiesengelände besiedelt. Eine dort gefundene flache Hacke aus gneisartigem Gestein mit konisch durchbohrtem Schaftloch, welche zum Gerätebestand der Bandkeramischen Kultur gehört, belegt die Bodenbearbeitung der damaligen Ackerbauern durch die starke Abnutzung der Schneide. Erstmals urkundlich erwähnt wurde der Ort indirekt, als der Abt Heinrich I. im Jahr 1316 den See Duvel (Teufel) bei Kobbeln vom Markgrafen Johann von Brandenburg erwarb, die Gemarkung selbst gehörte zu dieser Zeit zur brandenburgischen Herrschaft Cottbus. Am 30. November 1450 erwarb Abt Nicolaus II. von Bomsdorf aus dem Kloster Neuzelle von drei Frankfurter Bürgern die drei Dörfer Kobil (Kobbeln), Treppeln und Ossendorf. Im Jahr 1558 traten die Einwohner vermutlich zur evangelischen Kirche über: In diesem Jahr erschien im Kirchenbuch von Möbiskruge ein evangelischer Pfarrer, während das Dorf nach wie vor dem Kloster Abgaben leisten musste. Die wenigen Bauern des Ortes waren ab dem 16. Jahrhundert verpflichtet, ihr Getreide zum Mahlen zur Schlaubemühle zu bringen.
Vor dem Dreißigjährigen Krieg lebten in Kobbeln sieben Bauern und sieben Kossäten, nach dem Krieg jeweils nur noch zwei. Im Jahre 1625 erwarb Joachim von Kückpusch von Balthasar Grundtmann, Hofmeister des Stifts Neuzelle das zunächst Lehnschulzengut, vor 1660 das gesamte Dorf.
Neben den Kriegshandlungen und der Pest legte ein Einwohner namens Kauschel im Jahr 1633 mehrere Brände im Ort. Der Ort wechselte den Pfandesinhaber häufig, einer, der Hofmeister des Stifts Jodocus  Romberg, ließ um 1677 aus den wüst gefallenen Höfen ein Vorwerk mit zwölf Hufen einrichten, welches 1695 an Anna Elisabeth von Kückpusch verpachtet wurde.
Im Jahr 1703 wurde Ernst von Schlieben Pächter des Lehnschulzengutes Kobbeln. Dieses Gut (Dorfstraße 6) hatte um 1750 etwa sechs Hufen Größe, beim Abriss des Wohnhauses in den 1970er-Jahren fand man einen Balken mit der Jahreszahl 1761. Außerdem gab es im Dorf drei Vier-, drei Zweihufengüter, sieben Kossätenhöfe, eine Hirtenstelle und eine Schmiede. 1804 wurde das Dorf von einer Überschwemmung, gefolgt von einer Ungezieferplage heimgesucht. Im Jahr 1815 kam auch Kobbeln durch den Wiener Kongress zu Preußen.
Im Jahre 1827 errichteten die Dörfer Kobbeln und Treppeln gemeinsam eine Schule im Ort, 1911 wurde ein Neubau an ihrer Stelle errichtet. Von 1895 bis 1897 wurde die Chausseestraße errichtet, die von Lübben bis nach Neuzelle führte und für das Dorf einen wirtschaftlichen Aufschwung brachte. Güter konnten nun bis nach Fürstenberg transportiert und auf den dortigen Märkten angeboten werden. Etwa 600 Meter nordöstlich des Dorfes liegen in einer Talsenke zwei ehemalige Braunkohlenschächte des Wellmitzer Revieres, die Grubenlöcher. Von 1921 bis 1923 beuteten hier die Brandenburger Kohlenwerke ein Kohlenlager aus, der Abbau endete jedoch, weil die weiten Transportwege die Grube unrentabel machten. Das Dorf kam ab 1922 an das Elektrizitätsnetz und erhielt um 1925 eine eigene Wasserleitung, welche das Wasser von einem Quell am Springberg lieferte. Nach dem Ersten Weltkrieg errichteten die Bewohner am 22. Juli 1923 ein Denkmal für die Gefallenen. 1928 wurde ein Sportplatz eingeweiht. Im Herbst 1943 sollte Kobbeln zur Errichtung des SS-Truppenübungsplatz Kurmark umgesiedelt werden.
Nach dem Zweiten Weltkrieg und der Gründung der DDR wurde 1960 die LPG Neues Leben, eine kleine Schweineproduktion, begründet. Bereits 1971 erfolgte der Zusammenschluss mit der LPG Frühlingsstürme Treppeln, die Ställe und Werkstattgebäude wurden danach von der LPG Tierproduktion Möbiskruge genutzt. Im Jahre 1979 gab es nur noch 105 Einwohner, einen Konsum und in der ehemaligen Schule den Rat der Gemeinde und die Post. Der Schulbesuch erfolgte in Neuzelle.
Ein Teil des Jagdreviers war, wie in vielen Revieren des Schlaubetales, dem Ministerium für Staatssicherheit (MfS), vorbehalten. Friedhelm Farthmann, Vorsitzender der SPD-Landtagsfraktion des Landes Nordrhein-Westfalen bat bei einem Treffen anlässlich des Staatsbesuches von Erich Honecker im Jahre 1987 in der BRD darum, gelegentlich die Jagd in der DDR ausüben zu können. Vom Jahreswechsel 1987/1988 bis zum Oktober 1989 besuchte er mehrfach Jagdgebiete der Stasi. Unter der persönlichen Betreuung durch den Leiter des Referats X4/HVA, Oberstleutnant Manfred Müller, jagte er auch im Sonderjagdgebiet Kobbeln des MfS.
Die Kobbelner Försterei am Weg nach Kieselwitz gelegen, war in der DDR ein Erholungsheim.
Am 31. Dezember 2001 wurde Kobbeln mit zehn weiteren Orten zur neuen Gemeinde Neuzelle zusammengeschlossen.

## Naturdenkmal Kobbelner Stein

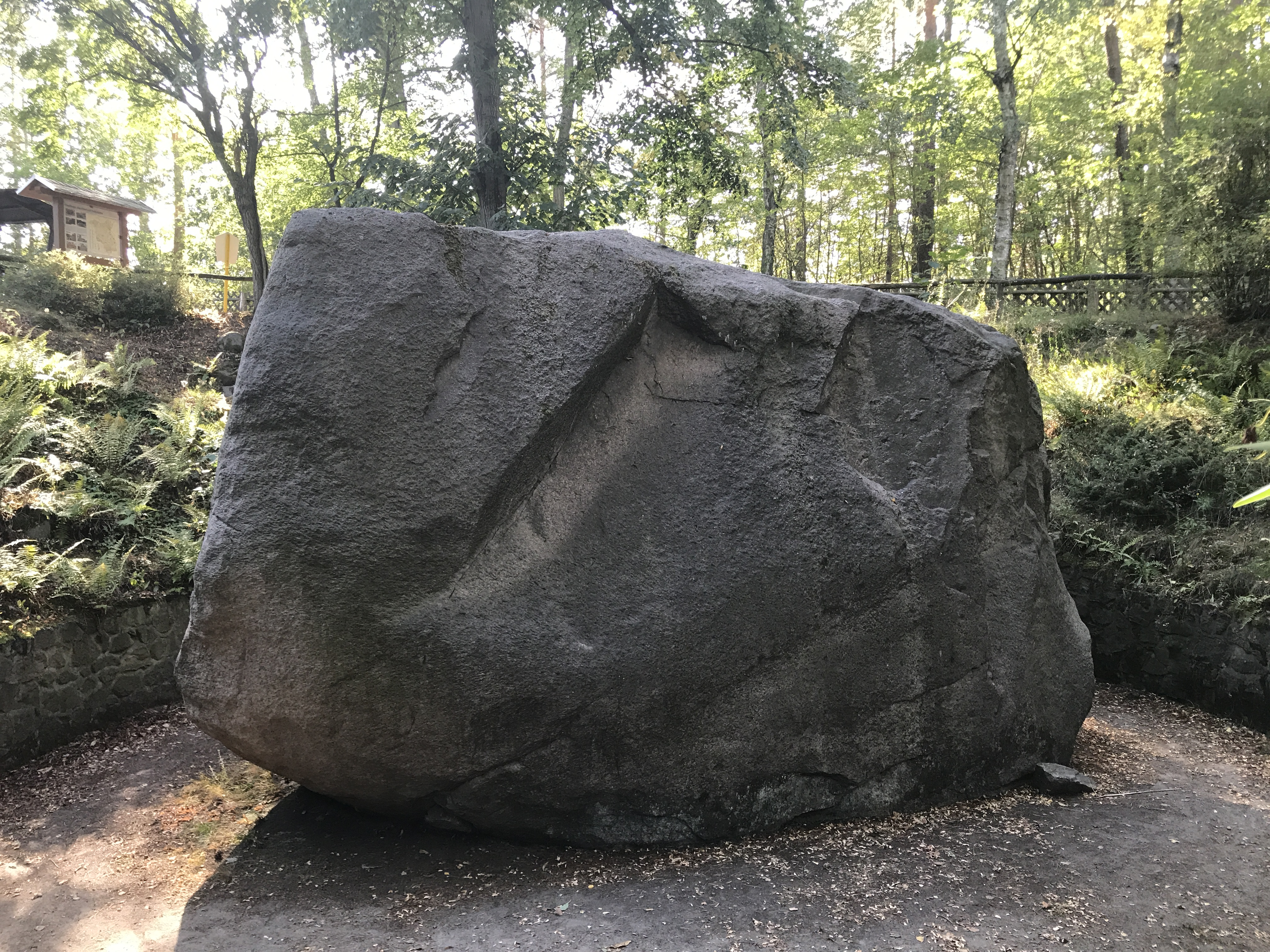
Kobbelner Stein, 2020

Bereits in der zweiten Hälfte des 17. Jahrhunderts wurde der Großen Stein entdeckt, der im Kiefernwald des 148 m ü. NN aufragenden Springbergs lag. Zu diesem Zeitpunkt war sein tatsächliches Ausmaß jedoch unbekannt, da er bis etwa 1921 in weiten Teilen in der Erde verborgen war. Von August bis Oktober 1925 wurde der Stein nach den ersten Grabungen der letzten Jahre vollständig freigelegt. Er hat etwa eine Länge von 7,30 m, eine Breite von 5,25 m, eine Höhe von 4,52 m sowie einen Umfang von 25 m. Wie die meisten größeren Findlinge der Region lagert er in inmitten endmoränenartiger Oberflächenformen des Pleistozäns. Sein Ursprung war die dänische Insel Bornholm, ehe er während der Eiszeit nach Brandenburg kam und heute ein Wanderziel im Naturpark Schlaubetal wurde. Der mittlerweile als Kobbelner Stein bezeichnete Findling besteht aus hornblendereichem Syenit. Sein Gewicht wird auf 256 Tonnen, sein Volumen auf 95 Kubikmeter geschätzt. Es handelt sich damit hinter dem Großen Markgrafenstein um den zweitgrößten erratischen Block im Land Brandenburg. Im Jahr 2011 gründete sich ein Förderverein, der neben ortsgeschichtlichen Führungen, Vorträgen und Publikationen die Geschichte der Freiwilligen Feuerwehr aufarbeitet. Auf Initiative des Fördervereins wurde das Gelände um den Findling neu gestaltet und mit Sitzgelegenheiten sowie zahlreichen Informationstafeln zur Fauna und Flora der Region ergänzt.

## Persönlichkeiten
- Johann George Gast (* 21. Juni 1755 Kobbeln; † nach 1821), Orgelbauer.[10]